# سیارک ۹۴۸۷
سیارک ۹۴۸۷ (به انگلیسی: 9487 Kupe، نامگذاری:7633P-L) نه هزار و چهارصد و هشتاد و هفتمین سیارک کشف شده‌است که در ۱۷ اکتبر ۱۹۶۰ کشف شد.
قدر مطلق سیارک برابر ۱۳٫۵۰ است.